# Hayden Hackney
Hayden Rhys Hackney (Redcar, 26 giugno 2002) è un calciatore inglese, centrocampista del Middlesbrough.

## Caratteristiche tecniche
Gioca come centrocampista centrale. A volte può giocare da playmaker per le sue abilita fase di possesso palla.

## Carriera

### Club
Hackney si è unito al settore giovanile del Middlesbrough all'età di 10 anni. Avendo preso parte alla squadra U18 che ha raggiunto la finale di Premier League Cup nel 2019, ha firmato il suo primo contratto professionistico con il club il 26 giugno 2019, il giorno del suo 17º compleanno. Poco dopo essere stato convocato per la prima volta in panchina nel novembre 2019 contro il Barnsley, è stato elogiato dal tecnico Jonathan Woodgate. Ha fatto il suo debutto professionistico il 9 gennaio 2021 giocando titolare nella sconfitta di FA Cup contro il Brentford per 1-2. Ha fatto il suo debutto in campionato nella partita finale della stagione nella sconfitta per 3-0 contro il Wycombe. Ha firmato successivamente un nuovo contratto di due anni.
Il 31 agosto 2021 si è unito in prestito allo Scunthorpe Utd fino a gennaio 2022. Dopo aver giocato la maggior parte degli incontri, il suo prestito è stato esteso fino al termine della stagione. Al 15º minuto della partita persa 2-0 contro l'Exeter City, è stato sorpreso a sputare a un avversario. L'arbitro non aveva visto l'accaduto, che al termine della partita era stato confermato però dalla Football Association, cagionandone la squalifica per sei partite.
Il 19 ottobre 2022 ha firmato il suo primo gol con il Middlesbrough contro il Wigan nella vittoria per 4-1.

### Nazionale
Hackney ha rappresentato l'Inghilterra Under-15. È eleggibile anche dalla Scozia perché sua madre è nata ad Edimburgo. Ha debuttato con la Scozia Under-21 nel novembre 2022. Nel settembre 2023 è stato convocato dall'Inghilterra U21 per la prima volta.
L'11 settembre 2023 ha fatto il suo debutto con l'Under-21 durante una vittoria per 3-0 contro il Lussemburgo.
Nel 2025 partecipa agli Europei Under-21.

## Statistiche

### Presenze e reti nei club
Statistiche aggiornate al 24 ottobre 2023.
| Stagione        | Squadra         | Campionato      | Campionato | Campionato | Coppe nazionali | Coppe nazionali | Coppe nazionali | Coppe continentali | Coppe continentali | Coppe continentali | Altre coppe | Altre coppe | Altre coppe | Totale | Totale | Totale |
| Stagione        | Squadra         | Comp            | Pres       | Reti       | Comp            | Pres            | Reti            | Comp               | Pres               | Reti               | Comp        | Pres        | Reti        | Pres   | Reti   |        |
| --------------- | --------------- | --------------- | ---------- | ---------- | --------------- | --------------- | --------------- | ------------------ | ------------------ | ------------------ | ----------- | ----------- | ----------- | ------ | ------ | ------ |
| 2020-2021       | Middlesbrough   | FLC             | 1          | 0          | FACup+CdL       | 1+0             | 0               |                    | -                  | -                  |             | -           | -           | 2      | 0      |        |
| 2021-2022       | Middlesbrough   | FLC             | 0          | 0          | FACup+CdL       | 0+1             | 0               |                    | -                  | -                  |             | -           | -           | 1      | 0      |        |
| 2021-2022       | Scunthorpe Utd  | FL2             | 28         | 0          | FACup+CdL       | 1+0             | 0               |                    | -                  | -                  | FLT         | 2           | 0           | 31     | 0      |        |
| 2022-2023       | Middlesbrough   | FLC             | 36         | 3          | FACup+CdL       | 1+1             | 0               |                    | -                  | -                  |             | -           | -           | 38     | 3      |        |
| 2023-2024       | Middlesbrough   | FLC             | 13         | 1          | FACup+CdL       | 0+3             | 0               |                    | -                  | -                  |             | -           | -           | 16     | 1      |        |
| Totale carriera | Totale carriera | Totale carriera | 68         | 4          |                 | 8               | 0               |                    | -                  | -                  |             | 2           | 0           | 78     | 4      |        |

## Palmarès

### Nazionale
- Campionato d'Europa Under-21: 1

Slovacchia 2025